# 柿本清吉
柿本 清吉（かきもと せいきち、1822年（文政5年） - 没年不詳）は、新発田藩藩士、剣術家。流派は直心影流。称号は大日本武徳会精錬証。

## 経歴
新発田藩の堀源太左衛門に剣術を学んでいたが、後に堀とともに江戸の男谷信友に入門し、直心影流剣術を学んだ。
江戸の各道場を廻って他流試合を重ね、天才と謳われていた千葉栄次郎と立ち合った。柿本は三本先取し、一旦は心の中で栄次郎を侮ったが、改めて立ち合うと同じ技を三本返された。柿本はこの体験を一生の語り草とした。
1881年（明治14年）ごろ、警視庁撃剣世話掛に就任。
1882年（明治15年）、吹上御苑での天覧試合で得能関四郎に敗れる。
1884年（明治17年）、向ヶ岡弥生社撃剣大会で高山峰三郎に敗れる。
1901年（明治34年）大日本武徳会から第6回精錬証を授与された。その後の消息は不明。